# Lenovo Center
Lenovo Center, tidigare Raleigh Entertainment & Sports Arena, RBC Center och PNC Arena, är en inomhusarena i Raleigh i North Carolina i USA. Arenan är hemmaarena för NHL-klubben Carolina Hurricanes.
Inomhusarenan invigdes den 29 oktober 1999 när Hurricanes mötte New Jersey Devils.